# Menahga
Menahga ist eine Kleinstadt (mit dem Status „City“) im Wadena County im US-amerikanischen Bundesstaat Minnesota. Das U.S. Census Bureau hat bei der Volkszählung 2020 eine Einwohnerzahl von 1.340 ermittelt.

## Geografie
Menahga liegt im Zentrum Minnesotas am Blueberry River, der über den Shell River und den Crow Wing River zum Einzugsgebiet des Mississippi gehört. Die geografischen Koordinaten von Menahga sind 46°45′11″ nördlicher Breite und 95°05′59″ westlicher Länge. Das Stadtgebiet erstreckt sich über eine Fläche von 10,08 km², die sich auf 9,58 km² Land- und 0,5 km² Wasserfläche verteilen. 
Benachbarte Orte von Menahga sind Park Rapids (19,8 km nördlich) und Sebeka (14,6 km südlich).
Die nächstgelegenen größeren Städte sind Fargo in North Dakota (138 km westlich), Duluth am Oberen See (274 km östlich), Minneapolis (283 km südöstlich), Minnesotas Hauptstadt Saint Paul (301 km in der gleichen Richtung) und Sioux Falls in South Dakota (454 km südsüdwestlich).
Die Grenze zu Kanada befindet sich 269 km nördlich.

## Verkehr
Im Zentrum von Menahga treffen der U.S. Highway 71 und die Minnesota State Route 87 zusammen. Alle weiteren Straßen sind untergeordnete Landstraßen, teils unbefestigte Fahrwege sowie innerörtliche Verbindungsstraßen.
Mit dem Park Rapids Municipal-Konshok Field Airport befindet sich 17,6 km nördlich ein kleiner Flugplatz. Die nächsten Regionalflughäfen sind der Bemidji Regional Airport (98,5 km nördlich) und der Brainerd Lakes Regional Airport (118 km südöstlich). Die nächsten größeren Flughäfen sind der Hector International Airport in Fargo (156 km westlich) und der Minneapolis-Saint Paul International Airport (306 km südöstlich).

## Geschichte
Menahga wurde 1891 gegründet. Benannt wurde es nach dem Ojibwe-Wort für den Blueberry River. Ein Jahr später wurde der Ort als selbstständige Kommune inkorporiert. Die ersten weißen Siedler waren in den 1870er Jahren aus dem Osten der USA in die Region gekommen, während die Mehrzahl der späteren Siedler aus Finnland kamen. 1891 wurde die Stadt an das Streckennetz der Great Northern Railway angeschlossen. Im gleichen Jahr wurde eine Poststation eröffnet.

## Demografische Daten
Nach der Volkszählung im Jahr 2010 lebten in Menahga 1306 Menschen in 569 Haushalten. Die Bevölkerungsdichte betrug 136,3 Einwohner pro Quadratkilometer. In den 569 Haushalten lebten statistisch je 2,18 Personen. 
Ethnisch betrachtet setzte sich die Bevölkerung zusammen aus 97,8 Prozent Weißen, 0,5 Prozent Afroamerikanern, 0,6 Prozent amerikanischen Ureinwohnern, 0,2 Prozent Asiaten sowie 0,3 Prozent aus anderen ethnischen Gruppen; 0,7 Prozent stammten von zwei oder mehr Ethnien ab. Unabhängig von der ethnischen Zugehörigkeit waren 1,1 Prozent der Bevölkerung spanischer oder lateinamerikanischer Abstammung. 
24,3 Prozent der Bevölkerung waren unter 18 Jahre alt, 47,5 Prozent waren zwischen 18 und 64 und 28,2 Prozent waren 65 Jahre oder älter. 54,1 Prozent der Bevölkerung war weiblich.

Das mittlere jährliche Einkommen eines Haushalts lag bei 31.458 USD. Das Pro-Kopf-Einkommen betrug 19.400 USD. 14,3 Prozent der Einwohner lebten unterhalb der Armutsgrenze.